# 弗拉基米尔·戈良斯基
弗拉基米尔·维克托罗维奇·戈良斯基（羅馬化：Volodymyr Viktorovych Horianskyi；1959年2月24日—），乌克兰话剧、电视剧演员，活跃于乌克兰、俄罗斯表演界，曾获乌克兰人民艺术家、乌克兰功勋艺术家称号。
戈良斯基1979年毕业于第聂伯罗彼得罗夫斯克戏剧学校（今第聂伯罗彼得罗夫斯克国立戏剧艺术学院）。毕业后，他进入表演界。1996年，他从基辅国立卡尔宾科-卡里戏剧学院（今基辅国立卡尔宾科-卡里戏剧电影电视大学）毕业。
戈良斯基1988年起在基辅第聂伯河左岸模范戏剧和喜剧院工作。2008年，他被授予乌克兰人民艺术家称号。他还被授予了乌克兰功勋艺术家称号、俄罗斯联邦友谊勋章。